# جاك أشورست
جاك أشورست (بالإنجليزية: Jack Ashurst)‏ هو لاعب كرة قدم بريطاني في مركز الدفاع، ولد في 12 أكتوبر 1954 في Renton, West Dunbartonshire ‏ في المملكة المتحدة. لعب مع ليدز يونايتد ونادي بلاكبول ونادي دونكاستر روفرز ونادي روتشديل ونادي سندرلاند ونادي كارلايل يونايتد.